# 鎊
鎊或里拉（lira）是一種貨幣單位，最初是以一金衡制磅重量的高純度銀的價值作為基準。鎊與里拉的字源與本義相同，都是來自拉丁文，天平之意。鎊與磅的英文都是，但翻譯成中文時，部首有區別。
古時歐洲地區貨幣，多遵從1：20：240的比率，即1鎊=20先令=240便士，或1里弗爾=20蘇爾=240第納爾；古時與鎊相同意思的物品，還有索維林、里弗爾、法郎等。

## 使用鎊的國家
- 英國的英鎊（或，簡稱，代表符號為£），由英格蘭銀行發行，通用於威爾斯、英格蘭、蘇格蘭以及北愛爾蘭。同時，在不列顛群島以及英國海外領地所發行的貨幣皆與英鎊維持1：1的匯率。

| 主權國家/屬地                       | 貨幣         | ISO 4217代碼 | 是不是英鎊? |
| ----------------------------------- | ------------ | ------------ | ----------- |
| 英国                                | 英鎊         | GBP          | 是          |
| 英属南极领地                        | 英鎊         | GBP          | 是          |
| 英屬印度洋領地                      | 英鎊         | GBP          | 是          |
| 南乔治亚和南桑威奇群岛              | 英鎊         | GBP          | 是          |
| 福克蘭群島                          | 福克蘭群島鎊 | FKP          | 是          |
| 马恩岛                              | 曼島鎊       | IMP          | 是          |
| 澤西                                | 澤西鎊       | JEP          | 是          |
| 根西                                | 根西鎊       | GGP          | 是          |
| 圣赫勒拿、阿森松和特里斯坦-达库尼亚 | 聖赫勒拿鎊   | SHP          | 是          |
| 直布罗陀                            | 直布羅陀鎊   | GIP          | 是          |
| 埃及                                | 埃及鎊       | EGP          | 否          |
| 苏丹                                | 蘇丹鎊       | SDG          | 否          |
| 南蘇丹                              | 南蘇丹鎊     | SSP          | 否          |
| 叙利亚                              | 敘利亞鎊     | SYP          | 否          |
| 黎巴嫩                              | 黎巴嫩鎊     | LBP          | 否          |
| 巴勒斯坦國                          | 巴勒斯坦國鎊 | PSE          | 否          |

## 使用里拉的國家
- 土耳其的土耳其里拉。2005年1月1日發行新土耳其里拉，1新里拉兌換一百萬舊里拉。
- 黎巴嫩鎊在本地語言中可叫做里拉。

## 歷史上曾使用英鎊的國家
- 澳洲的澳大利亞鎊，1966年2月14日進行貨幣十進化，被澳大利亞元取代。
- 紐西蘭的紐西蘭鎊，1967年7月10日進行貨幣十進化，被紐西蘭元取代。
- 南非的南非鎊，1961年2月14日進行貨幣十進化，被南非蘭特取代。
- 賽普勒斯的賽普勒斯鎊，被歐元取代。
- 愛爾蘭共和國的愛爾蘭鎊，被歐元取代。
- 以色列的以色列鎊，被以色列新謝克爾取代。
- 尼日利亞的奈及利亞鎊，被奈拉取代。
- 尼日利亞、迦納、英屬喀麥隆、塞拉利昂、甘比亞的西非鎊被各國貨幣取代。

## 歷史上曾使用里拉的國家
- 義大利的義大利里拉，被歐元取代。
- 聖馬利諾的聖馬利諾里拉，被歐元取代。
- 梵蒂岡的梵蒂冈里拉，被歐元取代。
- 馬爾他的馬爾他里拉，之前曾稱為馬爾他鎊，被歐元取代。